# Кифла
Кифла је врста финог пецива са сланим или слатким филом обично у облику полукруга (полумесеца).
Кифле се справљају од теста (брашно, јаја, зејтин, квасац, млеко...) које се развуче оклагијом у облику круга. Затим се круг подели на 6 до 8 једнаких делова. Сваки део се попуни филом и умота (увије). После тога се овако увијени делови ставе у тепсију и пеку у пећници (рерни).
Фил може бити слан (јаја, сир, шунка и слично) или сладак (џем, крем, шећер, мак, и сл.)
На немачком језику се за кифлу каже  .